# إسرائيل كاسترو
إسرائيل كاسترو ماسياس (بالإسبانية: Israel Castro Macías) (مواليد 20 ديسمبر 1980 في مكسيكو) لاعب كرة قدم مكسيكي يلعب حاليا في نادي يونيفيرسيداد ناسيونال المكسيكي .

## مسيرته الكروية
لعب إسرائيل كاسترو خلال مسيرته الاحترافية مع 4 أندية في ثمانية عشر موسمًا وسجل خلالها 16 هدفًا ضمن 499 مباراة. حيث فاز في موسمين بالكأس وفي أربعة مواسم بالدوري.
خاض إسرائيل كاسترو مسيرته مع نادي أونيفرسيداد ناسيونال في موسم 2001–02 ليلعب معه عشرة مواسم، مشاركًا في 284 مباراة سجل خلالها 12 هدفًا. ثم انتقل إلى نادي كروز آزول في موسم 2011–12 واستمر معه طيلة ثلاثة مواسم، حيث شارك في 81 مباراة سجل خلالها 3 أهداف. لينتقل بعدها إلى نادي غوادالاخارا في موسم 2013–14 واستمر معه طيلة ثلاثة مواسم، مشاركًا في 63 مباراة سجل خلالها هدفًا واحدًا. ثم انتقل إلى نادي ديبورتيفو طليطلة في موسم 2016–17 ولمدة موسمين، مشاركًا في 71 مباراة ولم يسجل أي هدف.

## روابط خارجية
- إسرائيل كاسترو على موقع الاتحاد الدولي (مؤرشف)  (الإنجليزية)
- إسرائيل كاسترو على موقع قاعدة بيانات كرة القدم.إي يو (الإنجليزية)
- إسرائيل كاسترو على موقع ناشيونال فوتبول تيمز (الإنجليزية)
- إسرائيل كاسترو على موقع Soccerway.com (الإنجليزية)
- إسرائيل كاسترو على موقع كووورة
- إسرائيل كاسترو على موقع AS.com (الإسبانية)